# 村上学 (国文学者)
村上 学（村上 學、むらかみ まなぶ、1936年3月12日 - ）は、日本の国文学者。元名古屋大学教授。

## 略歴
愛知県宝飯郡出身。名古屋大学文学部国文科卒、同大学院修士課程修了。1984年「曽我物語の基礎的研究 本文研究を中心として」で文学博士。静岡女子短期大学、国文学研究資料館、豊橋技術科学大学助教授、教授、1990年名古屋工業大学教授をへて、名古屋大学文学部教授となる。99年定年退官、大谷大学教授を務めた。

## 著書
- 『曽我物語の基礎的研究 本文研究を中心として』風間書房 1984
- 『語り物文学の表現構造 軍記物語・幸若舞・古浄瑠璃を通じて』風間書房 2000
- 『中世宗教文学の構造と表現 佛と神の文学』三弥井書店 2006

### 共編著
- 『伝承文学資料集 曽我物語 彰考館蔵』徳江元正,福田晃共編 三弥井書店 1971-78
- 『赤木文庫本義経物語』角川源義共編 角川書店(貴重古典籍叢刊 1974
- 『舞の本 毛利家本』横山重共著 角川書店 1980
- 『義経記』(日本の文学 古典編）校注・訳 ほるぷ出版 1986
- 『神道大系 文学編 2 諏訪大明神御本地.祇園牛頭天王御縁起.塩竈大明神御本地.日光山宇都宮因位御縁起 中世神道物語』校注 神道大系編纂会 1989
- 『平家物語と語り』編 三弥井選書 三弥井書店 1992
- 『義経記・曽我物語』編 (日本文学研究大成) 国書刊行会 1993
- 『講座日本の伝承文学 第5巻 宗教伝承の世界』福田晃,美濃部重克共編著 三弥井書店 1998